# Питерс, Андре
Андре Питерс (фр. André Piters; 18 января 1931 — 23 октября 2014) — бельгийский футболист, который играл на позиции нападающего.

## Биография
Питерс являлся воспитанником клуба «Эрв». Дебютировал в профессиональном футболе в 1951 году со «Стандард Льеж». Через три сезона после своего дебюта он выиграл кубок Бельгии по футболу, но в финале не играл. Также выиграл чемпионат Бельгии в 1957/58 и 1960/61 сезоне. Проведя 193 матча и забив 54 гола за «Стандард», он был продан в «Олимпик Шарлеруа», где играл в течение двух сезонов. В 1963 году он присоединился к «Фортуна Ситтард». В 1964 году он выиграл кубок Нидерландов по футболу, в том же году он выиграл Первый дивизион, и два года спустя повторил успех. Наконец, в 1966 году он вышел в отставку.
Дебютировал в составе сборной Бельгии 3 апреля 1955 года в товарищеском матче против Нидерландов. Участвовал в квалификации на чемпионат мира по футболу 1958 и 1962, в рамках последнего и сыграл свой последний матч против Швеции. В общей сложности он провёл 23 игры и забил семь голов за Бельгию.
Умер Андре Питерс 23 октября 2014 года в возрасте 83 лет.